# سيامنغ

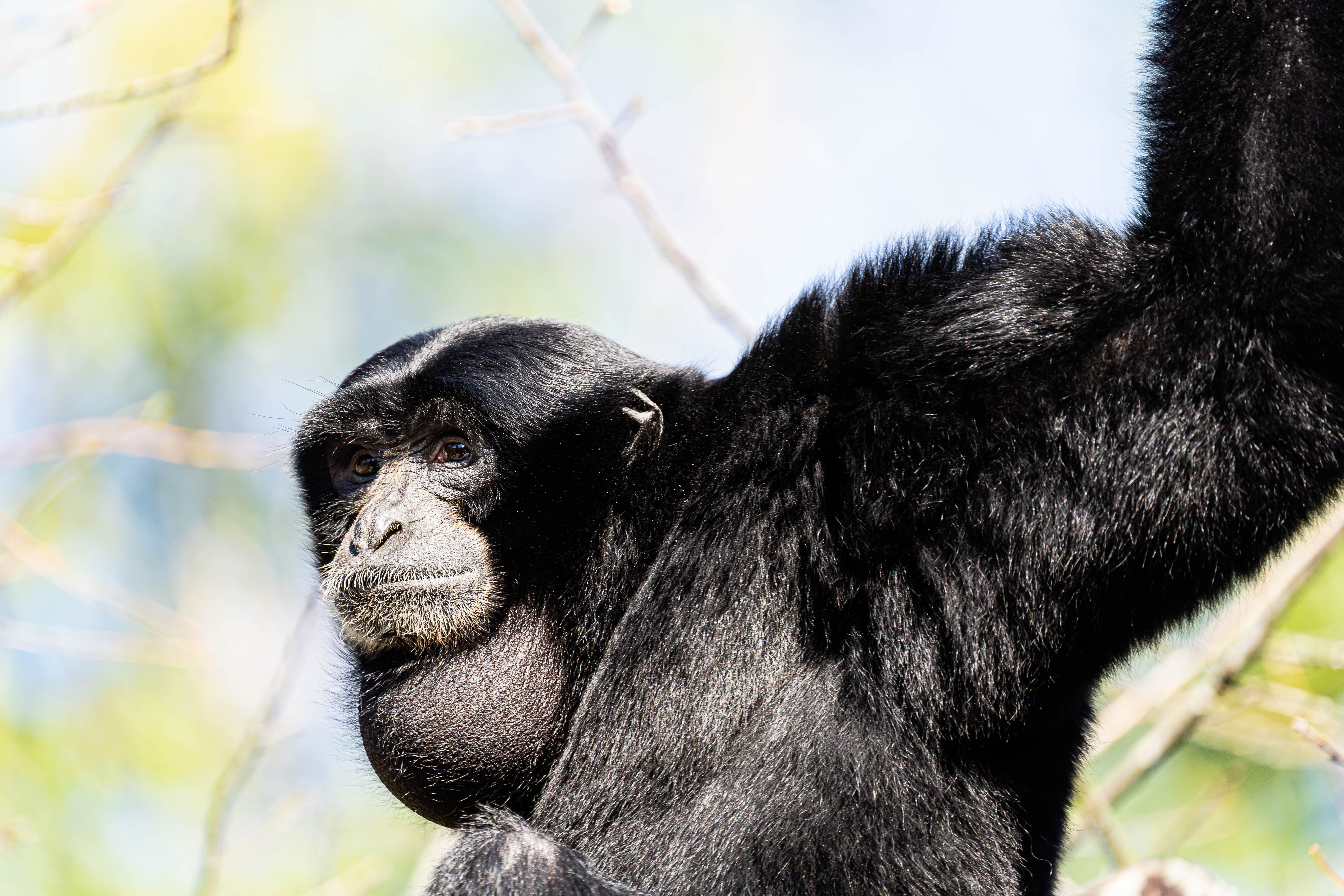

السيامنغ أو السيامنج (الاسم العلمي: Symphalangus syndactylus) وهو قرد شجري من فصيلة الجيبون، أسود اللون، يسكن غابات إندونيسيا وماليزيا وتايلاند. وهو أكبر قردة الجيبون، يمكن أن يصل حجمه إلى ضعف حجم أي قرد جيبوني آخر، حيث يصل إلى 1 م (3.3 قدم) في الارتفاع ويزن حتى 14 كـغ (31 رطل). السيامنج هو النوع الوحيد في جنس السيمفالانجوس.
ميزتان تميزان السيامنج عن باقي قردة الجيبون، أولًا: وجود إصبعين في كل قدم -الثاني والثالث بالتحديد- ملتصقين جزئيًا بواسطة غشاء، وبالتالي يسمى تحديدًا مرتفق الأصابع (syndactylus)، من اللغة الإغريقية "σύν"، سون، وتعني «متحدون» +δάκτυλος، daktulos وتعني «إصبع». ثانيًا: وجود كيس خيطي كبير (كيس الحلق) في كلٍ من الذكور والإناث، حيث يمكن أن ينتفخ حتى يصبح حجمه مساويًا لحجم رأس السيامنج، مما يسمح له بإصدار نداءات أو ألحان عالية الصوت.
من الممكن وجد نوعان فرعيان من قرد السيامنج، وهما السيامنج السومطري (S. s. ملتصق الأصابع)، والسيامنج الماليزي (S. s. القارة، في شبه جزيرة الملايو). خلاف ذلك، فإن الأفراد الماليزيين ليسوا سوى مجموعة سكانية. يعيش السيامنج جنبًا إلى جنب مع قردة الجيبون الآخرين، حيث يقع نوعا السيامنج بالكامل ضمن النطاقات المدمجة لكلا الجيبون الرشيقة ولار جيبون.
يمكن أن يعيش السيامنج نحو 40 عامًا في الأسر.
في حين أن تجارة الحيوانات الأليفة غير المشروعة تؤثر سلبًا على حيوانات البرية، فإن التهديد الرئيسي للسيامنج هو فقدانهم لمواطنهم في كلٍ من إندونيسيا وماليزيا، حيث تعمل شركات إنتاج زيت النخيل على إزالة مساحات شاسعة من الغابات، وبالتالي تفقد قردة السيامنج موطنهم، كما هو الحال مع حيوانات أخرى، مثل نمر السومطري.

## الوصف

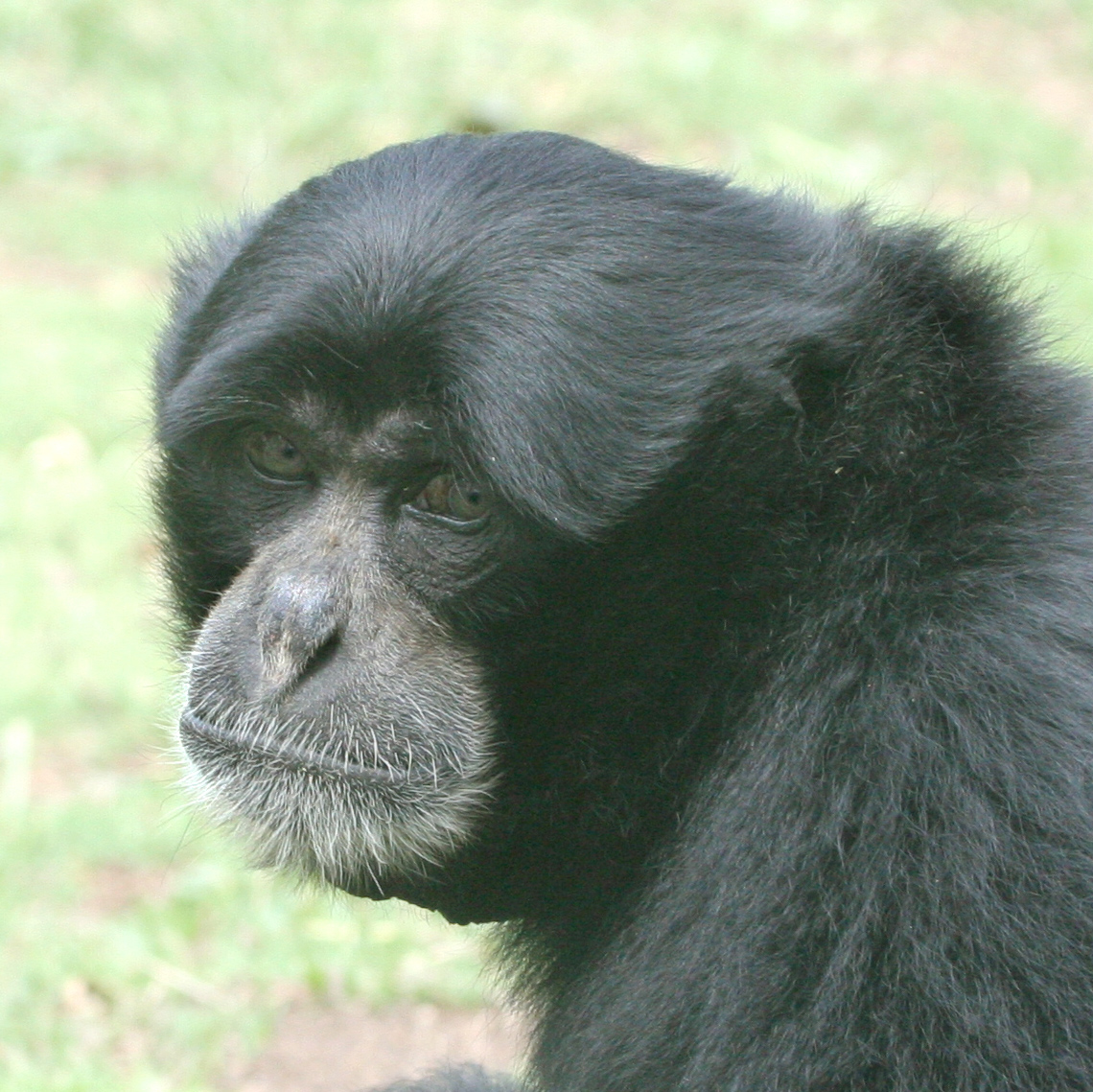
صورة لرأس ذكر السيامنج البالغ

يمتلك السيامنج شعرًا طويلًا، كثيفًا، أشعثًا، وهو أغمق ألوان قردة الجيبون. أذرع القرد (ape) الطويلة المتشابكة أطول من رجلي السيامنج. متوسط طول سيامانج هو 90 سم، ويمكن أن يصل طوله حتى 1.5 م. وجه هذا الجيبون الكبير هو في الغالب خالي من الشعر، باستثناء ذلك الشارب الرفيع.

## الانتشار والموائل
يسكن السيامنج بقايا الغابات في جزيرة سومطرة وشبه جزيرة الملايو، ويتوزع على نطاق واسع من غابات الأراضي المنخفضة إلى الغابات الجبلية المرتفعة (وحتى الغابات المطيرة)، ويمكن العثور عليها على ارتفاعات تصل إلى 3800 متر. يعيش السيامنج في مجموعات تصل إلى ستة أفراد (أربعة أفراد في المتوسط) بمتوسط مساحة منزلية تبلغ 23 هكتارًا.  نطاقهم الحركي في النهار أصغر بكثير من تلك الخاصة بأجناس (Hylobates) المتنوعة، وغالبًا ما تكون أقل من 1 كم. غناء السيامنج يكسر صمت الغابة في الصباح الباكر بعد نداء الجيبونز الرشيقة أو لار جيبونز. تتشابه السيامنج في سومطرة وشبه جزيرة الملايو في المظهر، ولكن بعض السلوكيات تختلف بين المجموعتين.

## البيئة والسلوك

### الغذاء
يأكل السيامنج بشكل أساسي أنواعًا مختلفة من النباتات، والسيامنج السومطري يميل لأكل الفاكهة أكثر من السيامنج الماليزي، حيث تشكّل الفاكهة 60٪ من نظامه الغذائي. يأكل السيامنج ما لا يقل عن 160 نوعًا من النبات، إبتداءً من النبات المعترش ووصولًا إلى النباتات الخشبية، ومصدر غذاءه الرئيس هو التين (Ficus spp.   يفضّل السيامنج أكل الفاكهة ناضجة بدلاً من كونها غير ناضجة، ويفضّل الأوراق الصغيرة بدلاً من الأوراق الكبيرة القديمة، كما يأكل أيضًا الزهور وبعض الحيوانات، معظمها من الحشرات، وعندما يأكل السيامنج أزهارًا كبيرة، فإنه يأكل فقط الكورولا (البتلات)، وفي المقابل يأكل جميع أجزاء الأزهار الصغيرة، مع بعض الفاكهة الصغيرة المجتمعة في يده. عندما يأكل السيامنج البذور الكبيرة والصلبة أو البذور ذات الحواف الحادة، فإنه يقشّر لب الثمرة ويتخلص من البذور. وعلى الرغم من أن نظامها الغذائي يتكون من أجزاء كبيرة من الفاكهة، إلا أنها الأكثر نباتية من بين جميع أنواع الـ Hylobatidae .  نظرًا لأنه أيضًا أكبر قردة الجيبون، فإنه يتناسب جيدًا مع النظام الغذائي العام للرئيسيات، حيث تميل الرئيسيات الأكبر حجمًا إلى أن تكون أكثر نباتيةً.

### الديمغرافيا والسكان
تتكون مجموعة السيامنج عادةً من ذكر بالغ مهيمن، وأنثى مهيمنة بالغة، مع ذرية ورضّع، وأحيانًا ممن هم قرابة سن البلوغ. عادة ما يترك السيامنج شبه البالغ المجموعة بعد بلوغه سن 6-8 سنوات، وتميل أشباه البالغين من الإناث إلى مغادرة المجموعة في وقت أبكر من الذكور. تتراوح فترة حمل السيامنج بين 6.2 و 7.9 شهرًا، وبعد ولادة الرضيع، تعتني به أمه في السنة الأولى من عمره. يميل ذكور السيامنج إلى تقديم رعاية لأطفالهم أكثر من أفراد عائلة Hylobatidae الآخرين، حيث يلعبون دورًا رئيسيًا في إحتضان الرضيع بعد حوالي 8 أشهر من العمر.  عادة ما يعود الرضيع إلى والدته للنوم والعناية. يبدأ الرضيع بالسفر بشكل مستقل عن والديه بحلول عامه الثالث من العمر.
من المعروف أن السيامنج تتزاوج مع شريك واحد، حيث تم إثبات أن أزواج السيامنج عادةً ما يقضون أوقاتهم على مقربة من بعضهم البعض، أكثر من غيرهم من قردة الجيبون الأخرى. كلا المجموعتين -أحادية الزواج ومتعددة الأزواج- توجد في جنوب سومطرة.  وفي دراسة أجريت على هذه المجموعات؛ وجد أن الأطفال الرضّع الذين ينتمون إلى مجموعات أحادية الزواج يتلقون رعاية شاملة أكثر من الأطفال في مجموعات متعددة الأزواج. من المرجح أن يكون الانخفاض في الرعاية في هذه المجموعات بسبب عدم معرفة هوية الأب على يقين.
يؤثر اضطراب أماكن عيش السيامنج على تكوين المجموعة؛ حيث تتنوع المجموعة في البنية العمرية والجنس بين الغابة السليمة والغابات المحترقة والتي أعيد نموها، حيث تحتوي مجموعات الغابات المحترقة والمُعاد نموها على عدد أكبر من البالغين وأشباه البالغين مقارنةً بالغابات السليمة، والتي يكمن لديها عدد أكبر من الرضع والأطفال بمختلف الأحجام الصغيرة والكبيرة. معدل نجاة الرضع في مجموعات الغابات المحترقة والمعاد نموها أقل مما هو عليه في مجموعات الغابات السليمة. عدد الأفراد في الغابات السليمة أعلى مما هو عليه في في الغابات المحترقة والمعاد نموها.  تعيش السيامنج في الغابات المضطربة في مجموعات صغيرة ولديها كثافة أقل من الغابات السليمة بسبب نقص الموارد الغذائية والأشجار للعيش.
في الثمانينيات من القرن الماضي، قدِّر عدد السيامنج في براري إندونيسيا نحو 360 ألف فرد،  حيث يُعتبر هذا العدد مبالغًا فيه في أيامنا هذه، فعلى سبيل المثال، حديقة بوكيت باريسان سيلاتان الوطنية هي ثالث أكبر محمية (3568 كم 2) في سومطرة، منها حوالي 2570 كم 2 لا يزال تحت الغطاء الحرجي والذي يسكنه 22390 سيامنج (إحصاءات 2002). في سومطرة، يفضل السيامنج العيش في الغابات المنخفضة، بين 500 و 1000 متر فوق مستوى سطح البحر. 

### السلوك
يميل قرد السيامنج إلى الراحة لأكثر من 50٪ من فترة استيقاظه (من شروق الشمس حتى غروبها)، تليها التغذية، والتنقل، والبحث عن الطعام، والأنشطة الاجتماعية. يستريح السيامنج أكثر أثناء منتصف النهار، حيث يقضي وقته في تفلية الآخرين أو اللعب. وخلال فترة الراحة، عادة ما يستخدم السيامنج غصن شجرة كبيرة للإستلقاء إما على ظهره أو بطنه. غالبًا ما تكون مرحلة التغذية والبحث عن الطعام والحركة عمومًا في الصباح وبعد وقت الراحة. يعتبر نشاط «التفلية» من أهم الأنشطة بين أفراد أسرة السيامنج، حيث يفلّي البالغين بعضهم البعض في وقت مبكر من اليوم، ثم يقوم الكبار بتفلية الصغار في وقت لاحق من ذلك اليوم، مع العلم أن الذكور البالغين هم الأكثر مشاركة في هذا النشاط. 

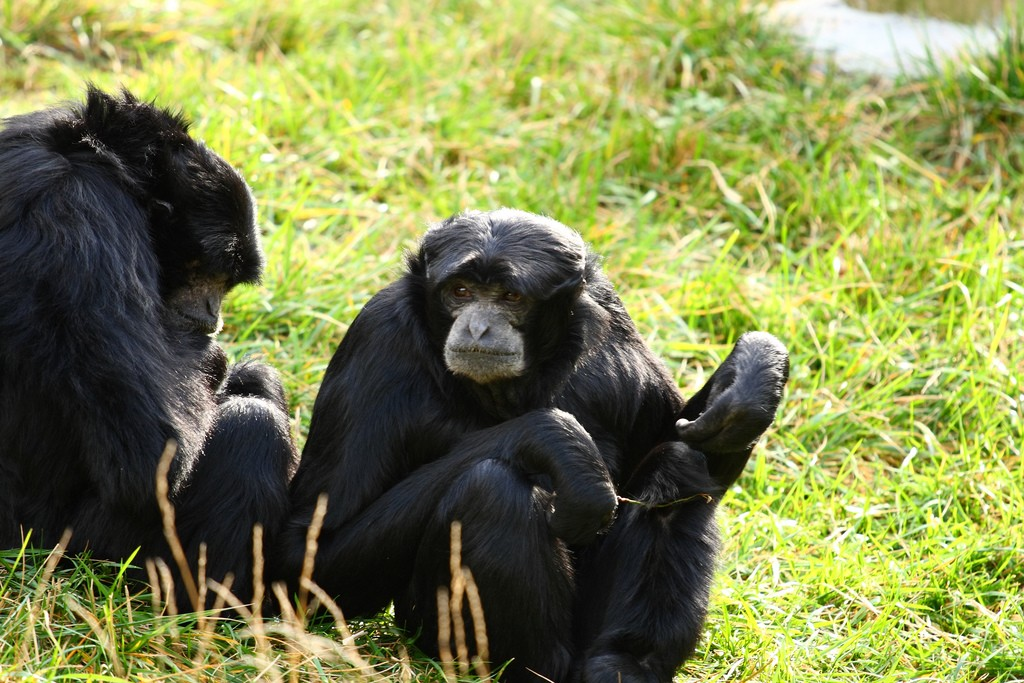
مجموعة سيامنج يستريحون في سومطرة بإندونيسيا - يستريح السيامنج بنسبة تصل إلى 50٪ من ساعات استيقاظهم.

وفي موسم الجفاف، يكون نطاق حركة السيامنج اليومي أكبر منه في موسم الأمطار. يستغرق السيامنج في جنوب سومطرة وقتًا أقل في البحث عن الطعام مقارنةً بالسيامنج في الأماكن الأخرى، وذلك لأنه يأكل الكثير من الفاكهة، مما يعني الكثير من العناصر المغذية والمفيدة التي تزيد من نشاطه، وبالتالي لا يحتاج وقتًا كثيرًا للبحث عن الطعام. في بعض الأحيان، يقضي السيامنج يومه كاملًا على شجرة مثمرة، ويغاردها فقط عندما يريد أن يرتاح، ثم يعود مرة أخرى إلى تلك الشجرة. 
يعتبر السيامنج نوعًا اجتماعيًا للغاية من الرئيسيات، حيث يمكنه إظهار الكثير من الإيماءات اللمسية والبصرية، بجانب حركته الجسدية وتعابير وجهه، وذلك للتواصل وزيادة الروابط الاجتماعية مع أفراد أسرته. يشعر السيامنج بالانتماء لمنطقته، فتجد عائلة من السيامنج يتفاعلون مع عائلة أخرى ويطلقون نداءات بصوت عالٍ لإعلام الجماعات الأخرى بمكان منطقتهم. قد تكون النداءات غير متزامنة، وذلك لأنه قد لا يتم توجيهها إلى مجموعة معينة ممن يجاورهم، أو قد تحدث نداءات جماعية متزامنة من الجانب الآخر للمنطقة. بالإضافة إلى ذلك، يطارد الذكور بعضهم البعض عبر الحدود. 
لوحظ أن تكرار التفلية بين الذكور والإناث يرتبط ارتباطًا وثيقًا بتكرار الإتصال الجنسي بينهم، بالإضافة إلى نوبات العدوان. تتزاوج أزواج السيامنج خلال أربعة إلى خمسة أشهر، على فترات من سنتين إلى ثلاث سنوات. غالبًا ما تكون ذروة نشاطهم التناسلي خلال الوقت الذي تكون فيه الفاكهة أكثر وفرة. التزاوج الظهري البطني هو النوع الأكثر شيوعًا في السيامنج، حيث تركع الأنثى ويتدلى الذكر من ذراعيه ويمسك الأنثى بساقيه، في حين أن الجماع البطني يكون بتدلي كلًا من اللزوجين، ويحدث ذلك مرة واحدة فقط في 60 مرة في المتوسط. 

### دور الاتصال

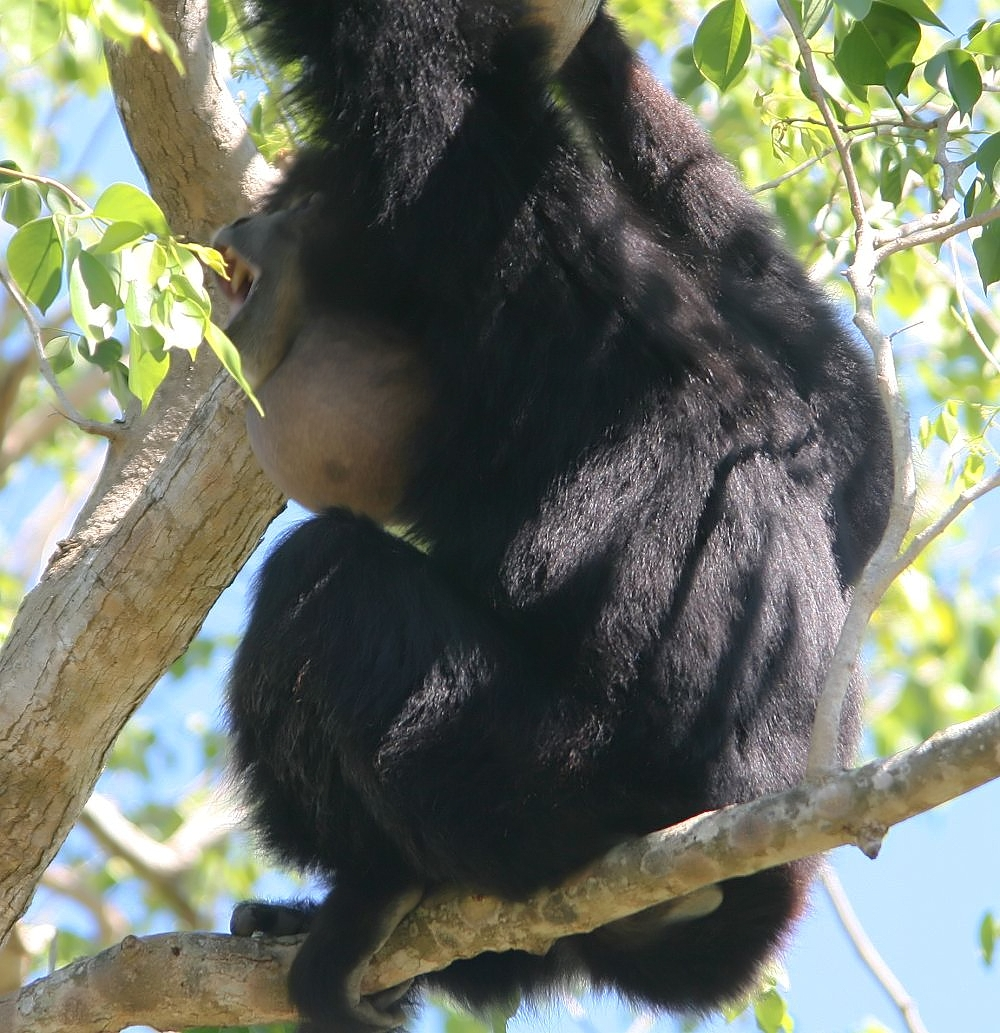
قرد السيامنج يطلق نداءً، وكيسه الحلقي متضخم

يبدأ السيامنج يومه بإصدار نداءاتٍ في الصباح الباكر، حيث تكون ذروة النداءات مابين 9 و 10 صباحًا، وتقل نداءاته بعد منتصف النهار. يتم توجيه معظم نداءات قردة السيامنج إلى جيرانها بدلاً من أولئك الموجودين داخل نطاق منطقتها، هذا يعني أن نداء السيامنج ماهو إلا استجابة للمضايقات أو للدفاع عن أراضيها. تحدث النداءات في وقت متأخر من الصباح عادةً عندما تلتقي مجموعة سيامنج مجموعةً أخرى. غالبًا ما تكون حدود نطاق موطن السيامنج، والتي قد تتداخل مع نطاق آخر، هي المكان الذي يتم فيه الاتصال. يحدث نداء الاستجابة (الرد) أحيانًا بالقرب من الحدود أو في منطقة التداخل. تتكاثر الاتصالات والنداءات عندما تكون الفاكهة أكثر وفرة وليس العكس، حيث يصاحب النداء هزٌ لغصن الشجرة، أو تأرجح، أو تحرك حول قمة الشجرة. قد تكون هذه الحركة لإعلام المجموعات الأخرى عن مكانهم.
يفضّل السيامنج النداء من على الأشجار الحية والعالية والكبيرة، حيث يسهل عليه رؤية المجموعات الأخرى، وإلى جانب ذلك، تمكّن تلك الأشجارَ السيامنج من الحركة بحرية. عادة ما تكون أشجار النداء بالقرب من أشجار الغذاء، ولكن في بعض الأحيان يقوم السيامنج بنداءاته من على أشجار الغذاء.  
تنتج أزواج السيامنج نوبات نداءٍ عالية الصوت ومتناسقة بشكل كبير، والتي يشار إليها باسم النداء الثنائي، وتستخدم هذه النداءات كوسيلة للإخبار عن وجود زوج مرتبط في هذه المنطقة.  يقضي أزواج السيامنج الذين تم ارتباطهم مؤخرًا وقتًا أطول في الغناء مقارنة بالأزواج الذين ارتبطو قديمًا. الإعلان عن وجود علاقة قوية مفيد في الدفاع عن الأراضي. يختلف نداء السيامنج الثنائي عن نداءات الأنواع الأخرى من الحيوانات وذلك لأنه يصدر عن هيكل صوتي معقد بشكل كبير. تم تسجيل أربع فئات مختلفة في إطلاق الأصوات: دوي، صراخ، نياح، تناغم في التغنّي. عادة ما تنتج الإناث صراخًا طويلًا، وعادة ما ينتج الذكور صرخات ثنائية، ولكن من المعروف أن كلا الجنسين ينتجان جميع فئات الأصوات الأربعة.

### نشر البذور
كحيوان آكل للفاكهة، يخرج السيامنج البذور من خلال التغوط أثناء انتقاله عبر المناطق، ويمكن للسيامنج أن يحمل البذور ويخرجها حتى مسافة تزيد عن 300 متر، وتبلغ أقصر مسافة 47.6 مترًا من مصدر البذور، مما يساعد على تجديد الغابة وإحياء أرضها.

## المخاطر والانحفاظ
يعتمد السيامنج في بقاءه تمامًا على الغابة، باعتباره من الرئيسيات الشجرية، ولذا فهو يواجه انخفاضًا في تعداده بسبب فقدان الموائل،  والصيد الجائر، والصيد بشكل عام.  

### فقدان الموائل

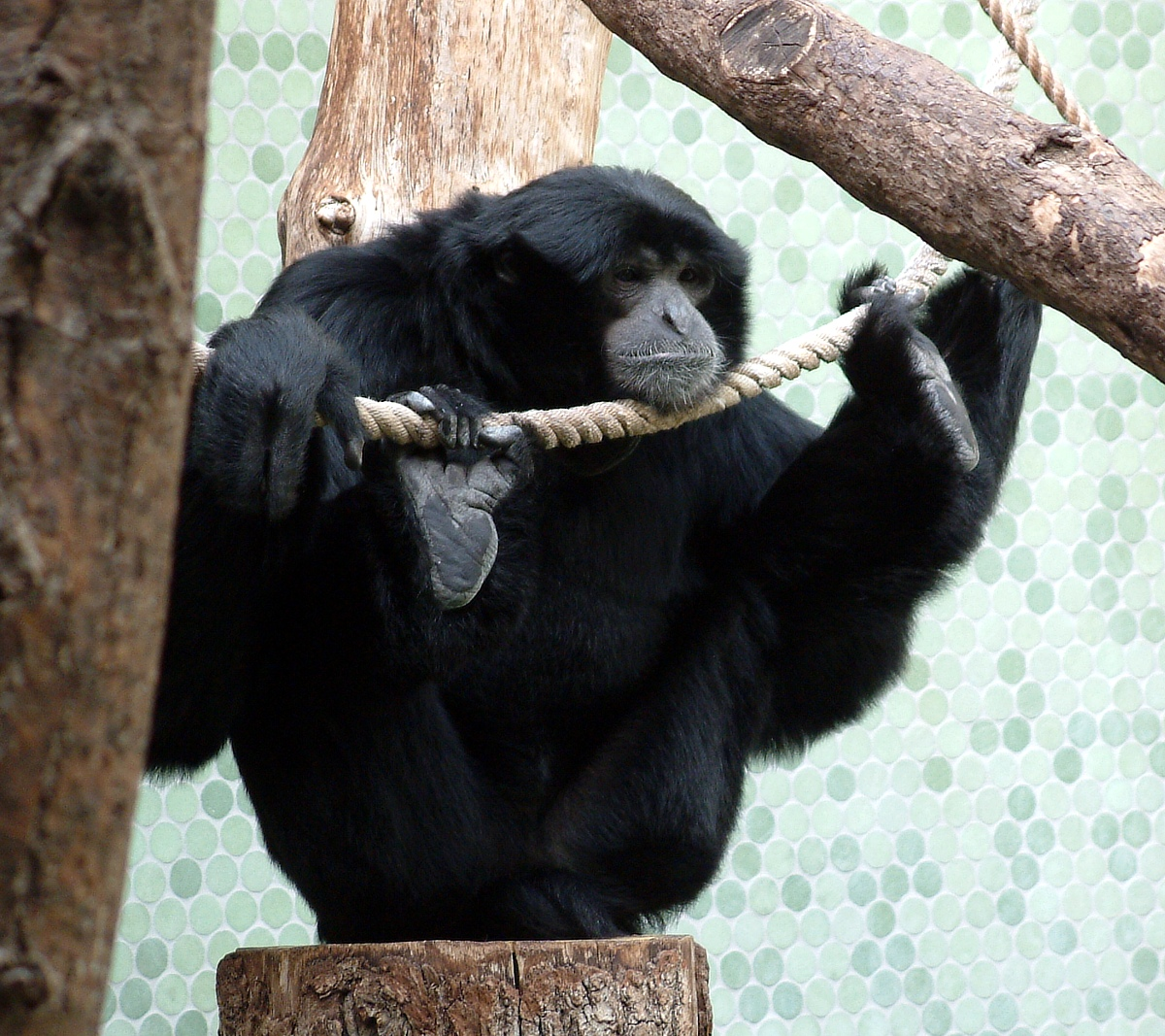
قرد سيامنج، تيربارك هيلابرون، ميونخ، ألمانيا

التهديد الرئيسي للسيامنج هو فقدان مواطنهم بسبب الزراعة، وحرائق الغابات، وقطع الأشجار غير القانوني، والتعدي على مساحاتهم، والتطور البشري. أولاً، أزالت مزارع زيت النخيل مساحات كبيرة من مواطن السيامنج في العقود الأربعة الماضية. منذ عام 2002، تم زراعة 107،000كم 2  من نخيل الزيت  والتي قد حلت محل كثيرٍ من الغابات المطيرة في كلٍ من إندونيسيا وماليزيا؛ موطن السيامنج الأساسي. ثانيًا، تم تدمير الغابات في شبه جزيرة الملايو بسبب قطع الأشجار غير القانوني في السنوات الخمس الماضية، حيث تم التعدي على 16 من أصل 37 محمية للغابات في كيلانتان (ماليزيا) بواسطة قاطعي الأشجار غير القانونيين، وهي المنطقة التي يعيش فيها معظم حيوانات السيامنج في شبه جزيرة الملايو.  ثالثًا، يؤدي التعدي وانتهاك أراضي الغابات إلى تغيير الغطاء الحرجي إلى أراضٍ تُزرع لتُحصد ثمارها، فعلى سبيل المثال، أدى ارتفاع أسعار البن في عام 1998 إلى تشجيع الناس في سومطرة على استبدال الغابات بمزارع البن. رابعًا، يحتاج التطور في العديد من المناطق إلى بنية تحتية، مثل بناء الطرق؛ والذي تسبب في تقسيم مناطق المحميات وتجزئة الغابات، كما وتسبب أيضًا في ما يسمى بـ«تأثير الحافة».

### الصيد الجائر
على عكس مناطق أخرى في آسيا، لا يتم اصطياد الرئيسات من أجل لحومها في إندونيسيا، بل من أجل تجارة الحيوانات الأليفة غير القانونية، حيث يفضل الصيادون السيامنج الرضّع، فيقتلون أمهاتهم أولًا، نظرًا لأن إناث السيامنج لا يتهاونون في حماية أطفالهم، ومن الصعب إخراج الرضيع دون قتل الأم أولاً. معظم السيامنج في السوق هم من الأطفال الرضع، والذين غالبًا ما يموتون أثناء نقلهم.  

### حالة الحفظ
من المعروف أن قرد السيامنج يوجد في ما لا يقل عن 11 منطقة محمية: حديقة كيرينسي سيبلات الوطنية، ومتنزه بوكيت باريسان سيلاتان الوطني، ومنتزه جونونج ليوزر الوطني، ومتنزه واي كامباس الوطني، ومحمية لانجكات بارات للحياة البرية في إندونيسيا.
محمية فريزر هيل، ومحمية غابة جونونج بيسوت، ومحمية كراو للحياة البرية، ومحمية أولو جومباك للحياة البرية في ماليزيا، ومحمية هالا بالا للحياة البرية في تايلاند.

## وصلات خارجية
- صور السيامنج
- أغاني السيامنج
- مركز جيبون للحفظ
- معلومات عن الرئيسيات صحيفة وقائع Net Symphalangus syndactylus
- http://www.sandiegozoo.org/animalbytes/t-siamang.html